# Thibivillers
Thibivillers és un municipi francès, situat al departament de l'Oise i a la regió dels Alts de França. L'any 2007 tenia 201 habitants.

## Demografia

### Població
El 2007 la població de fet de Thibivillers era de 201 persones. Hi havia 70 famílies de les quals 8 eren unipersonals (4 homes vivint sols i 4 dones vivint soles), 33 parelles sense fills i 29 parelles amb fills.
La població ha evolucionat segons el següent gràfic:
Habitants censats

### Habitatges
El 2007 hi havia 95 habitatges, 73 eren l'habitatge principal de la família, 16 eren segones residències i 6 estaven desocupats. 92 eren cases i 3 eren apartaments. Dels 73 habitatges principals, 55 estaven ocupats pels seus propietaris, 15 estaven llogats i ocupats pels llogaters i 2 estaven cedits a títol gratuït; 6 tenien dues cambres, 5 en tenien tres, 23 en tenien quatre i 39 en tenien cinc o més. 57 habitatges disposaven pel capbaix d'una plaça de pàrquing. A 28 habitatges hi havia un automòbil i a 41 n'hi havia dos o més.

### Piràmide de població
La piràmide de població per edats i sexe el 2009 era:
| Homes | Edats   | Dones |
| ----- | ------- | ----- |
| 0     | 95 o +  | 0     |
| 0     | 90 a 94 | 0     |
| 0     | 85 a 89 | 0     |
| 0     | 80 a 84 | 0     |
| 8     | 75 a 79 | 8     |
| 0     | 70 a 74 | 4     |
| 4     | 65 a 69 | 4     |
| 4     | 60 a 64 | 4     |
| 4     | 55 a 59 | 4     |
| 4     | 50 a 54 | 4     |
| 8     | 45 a 49 | 8     |
| 12    | 40 a 44 | 4     |
| 12    | 35 a 39 | 16    |
| 0     | 30 a 34 | 8     |
| 8     | 25 a 29 | 0     |
| 8     | 20 a 24 | 16    |
| 0     | 15 a 19 | 12    |
| 0     | 10 a 14 | 12    |
| 8     | 5 a 9   | 20    |
| 8     | 0 a 4   | 8     |

## Economia
El 2007 la població en edat de treballar era de 130 persones, 102 eren actives i 28 eren inactives. De les 102 persones actives 100 estaven ocupades (56 homes i 44 dones) i 2 estaven aturades (1 home i 1 dona). De les 28 persones inactives 3 estaven jubilades, 11 estaven estudiant i 14 estaven classificades com a «altres inactius».

### Ingressos
El 2009 a Thibivillers hi havia 74 unitats fiscals que integraven 199 persones, la mediana anual d'ingressos fiscals per persona era de 23.965 €.

### Activitats econòmiques
Dels 9 establiments que hi havia el 2007, 1 era d'una empresa de fabricació d'altres productes industrials, 1 d'una empresa de construcció, 1 d'una empresa de comerç i reparació d'automòbils i 6 d'empreses de serveis.
L'únic servei als particulars que hi havia el 2009 era una fusteria.

## Poblacions més properes
El següent diagrama mostra les poblacions més properes.